# お笑い三人組
『お笑い三人組』（おわらいさんにんぐみ）とは、1955年11月から1960年3月までNHKでラジオ放送され、1956年11月から1966年3月までテレビ放送された公開バラエティコメディ番組。1960年9月13日からカラー化。

## 概要
ものまね芸人の3代目江戸家猫八、講談師の一龍齋貞鳳、落語家の三遊亭小金馬（後の4代目三遊亭金馬→2代目三遊亭金翁）の3人を中心に、楠トシエ、音羽美子、桜京美、武智豊子、渡辺篤がレギュラー出演した。
物語の舞台は「あまから横丁」に始まり、時代劇では「あまから長屋」、役柄を変えて再び「あまから横丁」と、2度リニューアルされた。第1期のセットは板に背景を書いただけであったが、第3期は立体的に作られており、こちらの方がよく知られている（第2期は映像が現存していないので不明）。
第3期では「八ちゃん、おたまちゃん、うー」というギャグが大いに受け、エンディングでは3人が主題歌を歌って終わるのが定番であった。

## 第1期「あまから横丁」
- パン屋の六さん：3代目江戸家猫八
- 保険外交員の今泉良夫さん：一龍齋貞鳳
- 酒屋の金ちゃん：三遊亭小金馬（後の4代目三遊亭金馬→2代目三遊亭金翁）
- 金ちゃんの妻：桜京美
- 良夫さんの妻：音羽美子
- 六さんの妻：楠トシエ
- （？）：武智豊子
- （？）：渡辺篤

## 第2期「時代劇・あまから長屋」
- （？）：江戸家猫八
- 浪人：一龍齋貞鳳
- （？）：三遊亭小金馬
- （？）：音羽美子
- （？）：桜京美
- （？）：楠トシエ
- （？）：武智豊子
- 長屋の大家：渡辺篤

## 第3期「あまから横丁」
- クリーニング屋の八ちゃん（八太郎）：江戸家猫八
- ニコニコクレジット社員の正ちゃん（今泉正二）：一龍齋貞鳳
- 満腹ホール（ラーメン屋）の竜ちゃん（竜助）：三遊亭小金馬
- 金ちゃんの妹（かおる）：音羽美子
- 正ちゃんの妻（真知子）：桜京美
- おたまちゃん（珠枝、八ちゃんの恋人）：楠トシエ
- おたまちゃんの母・おふで：武智豊子
- クリーニング屋「峰松」の主人：渡辺篤
- 金ちゃんの父：木田三千雄
- 頑太（満腹ホールのアルバイト）：矢野目がん

## 他の出演者
- 柳沢真一、藤村有弘、千葉信男、逗子トンボ、谷村昌彦
- 三木のり平、有島一郎、大宮敏充、トニー谷
- 由利徹、南利明、八波むと志

## テレビ版の放送時間
火曜20:30 - 21:00（JST）
- 但し1963年4月から1964年3月までは、火曜20:30 - 21:30にドラマ『事件記者』が編成されたので、火曜20:00 - 20:30に繰上げて放送した。

## テレビ版の放送リスト

### 1956年
| 放送日   | サブタイトル         |
| -------- | -------------------- |
| 11月6日  | 目下執筆中の巻       |
| 11月13日 | 固い約束の巻         |
| 11月20日 | バスはまだ来ないの巻 |
| 11月27日 | ポケットを探れの巻   |
| 12月4日  | 歳末大売出しの巻     |
| 12月11日 | 素適なお巡りさんの巻 |
| 12月19日 | 楽しきかな忘年会の巻 |

### 1957年
| 放送日   | サブタイトル             |
| -------- | ------------------------ |
| 1月8日   | 熱力出ましたの巻         |
| 1月15日  | 絶対待つべしの巻         |
| 1月22日  | ベビー誕生の巻           |
| 1月29日  | おでんはいかがの巻       |
| 2月5日   | 火のない所に立つ煙の巻   |
| 2月12日  | すべりましたの巻         |
| 2月19日  | 黒一点の巻               |
| 2月26日  | 春風に乗っての巻         |
| 3月5日   | ペンフレンドの巻         |
| 3月12日  | 猛犬に御注意の巻         |
| 3月19日  | 煙とともにの巻           |
| 4月2日   | 働け働けの巻             |
| 4月9日   | 御用聞修業の巻           |
| 4月16日  | 芸は身を助けずの巻       |
| 4月23日  | 新型パン発表の巻         |
| 4月30日  | 懸賞当選の巻             |
| 5月7日   | 今日は大掃除の巻         |
| 5月14日  | 誕生日の巻               |
| 5月21日  | 観光シーズンの巻         |
| 5月28日  | 祭だ祭だの巻             |
| 6月4日   | 歯が痛みますの巻         |
| 6月11日  | ベビー自慢の巻           |
| 6月18日  | よく降りますねの巻       |
| 6月25日  | 男の一言の巻             |
| 7月2日   | 冷たい戦爭の巻           |
| 7月9日   | ただいま売出し中の巻     |
| 7月16日  | あまから横丁は大騒ぎの巻 |
| 7月23日  | 夏休みきたるの巻         |
| 7月30日  | 暑さは暑しの巻           |
| 8月6日   | 私は殺されるの巻         |
| 8月13日  | 正体見たりの巻           |
| 8月20日  | 気分がいいですネの巻     |
| 8月27日  | もう秋の風の巻           |
| 9月10日  | 台風シーズンの巻         |
| 9月17日  | つけ焼刃の巻             |
| 9月24日  | 貸間ありますの巻         |
| 10月1日  | 読書の秋の巻             |
| 10月8日  | ドライブ熱の巻           |
| 10月15日 | 空腹の季節の巻           |
| 10月22日 | 外資導入の巻             |
| 10月29日 | 役員補欠の巻             |
| 11月5日  | 美人訪問の巻             |
| 11月12日 | 私はグラマーの巻         |
| 11月19日 | 賴もしき男たちの巻       |
| 11月26日 | 旅に出ましょうの巻       |
| 12月3日  | 小鳥は空への巻           |
| 12月10日 | 反対夫人現わるの巻       |
| 12月17日 | もう幾つ寝るとお正月の巻 |
| 12月24日 | 東西クリスマスの巻       |

### 1958年
| 放送日   | サブタイトル             |
| -------- | ------------------------ |
| 1月7日   | 明けましておめでとうの巻 |
| 1月14日  | 部長お腹立ちの巻         |
| 1月21日  | 友だちは名選手の巻       |
| 1月28日  | カゼをひきましたの巻     |
| 2月4日   | 立春大吉の巻             |
| 2月11日  | 野菜召しませの巻         |
| 2月18日  | 部長ごきげんの巻         |
| 2月25日  | あの夢この夢の巻         |
| 3月4日   | つい呼声に誘われての巻   |
| 3月11日  | もつれもつれての巻       |
| 3月18日  | 春風吹けばの巻           |
| 3月25日  | 今日は記念日の巻         |
| 4月8日   | 花見に御用心の巻         |
| 4月15日  | 芸術写眞の巻             |
| 4月22日  | ねばりねばっての巻       |
| 4月29日  | 趣味を語るの巻           |
| 5月13日  | その手をあげろの巻       |
| 5月20日  | 大掃除の季節の巻         |
| 6月3日   | 患者さん殺到の巻         |
| 6月17日  | 旅は良いものの巻         |
| 6月24日  | ボーナスよこんにちはの巻 |
| 7月1日   | とかく浮世は裏表の巻     |
| 7月8日   | 夏ともなればの巻         |
| 7月15日  | 正義に燃えての巻         |
| 7月22日  | ついに出ましたの巻       |
| 8月5日   | 尋ね尋ねての巻           |
| 8月12日  | 不景気退散の巻           |
| 8月19日  | 呼子笛を鳴らせの巻       |
| 8月26日  | 世界的大占い師の巻       |
| 9月2日   | 暑さは暑しの巻           |
| 9月9日   | 台風一過の巻             |
| 9月16日  | ゴルフに夢中ですの巻     |
| 9月30日  | 探偵のり出すの巻         |
| 10月7日  | のり巻ありますの巻       |
| 10月14日 | われらの仲間の巻         |
| 10月21日 | 旦那を動かせの巻         |
| 10月28日 | 俺は淋しいせの巻         |
| 11月4日  | 響けハーモニカの巻       |
| 11月11日 | 密告者現わるの巻         |
| 11月18日 | 生徒募集の巻             |
| 11月25日 | 伝言たのむの巻           |
| 12月2日  | 商売繁盛の巻             |
| 12月9日  | 壱万円札現わるの巻       |
| 12月16日 | 虚礼廃止の巻             |

### 1959年
| 放送日    | サブタイトル             |
| --------- | ------------------------ |
| 1月6日    | 今年もごひいきにの巻     |
| 1月13日   | 読みたいものは？の巻     |
| 1月20日   | 寒さは今が盛りですの巻   |
| 1月27日   | 私は探しているの巻       |
| 2月3日    | 今日は節分の巻           |
| 2月10日   | 夜道に御用心の巻         |
| 2月17日   | ダンスのお相手の巻       |
| 2月24日   | 山は呼んでいるの巻       |
| 3月3日    | 春は三月ひな祭の巻       |
| 3月10日   | 試験も終っての巻         |
| 3月17日   | クリーニングの敵の巻     |
| 3月24日   | 仰げば尊しの巻           |
| 3月31日   | 花嫁花むこの巻           |
| 4月7日    | 花のお江戸の話ですの巻   |
| 4月14日   | 勉強は辛いの巻           |
| 4月21日   | 遠見には来たけれどの巻   |
| 4月28日   | 実習生第一歩の巻         |
| 5月5日    | お節句の巻               |
| 5月12日   | 黒装束騒動の巻           |
| 5月19日   | 討ちつ討たれつの巻       |
| 5月26日の | 巻物紛失の巻             |
| 6月2日    | 洗い髪の女を探せの巻     |
| 6月9日    | 富くじ論議の巻           |
| 6月16日   | にせ者現わるの巻         |
| 6月23日   | 金もうけは楽じゃないの巻 |
| 6月30日   | やっと卒業の巻           |
| 7月7日    | お化け屋敷の巻           |
| 7月14日   | さてどうしましょうの巻   |
| 8月4日    | 殿さま御失業の巻         |
| 8月11日   | うますぎる話の巻         |
| 8月18日   | お客は百万長者の巻       |
| 8月25日   | ぐれん隊横行すの巻       |
| 9月1日    | 犯人をさがせの巻         |
| 9月8日    | 友情よ永遠なれの巻       |
| 9月15日   | 月は誰を照らすの巻       |
| 9月22日   | 夢よもう一度の巻         |
| 9月29日   | めでたし，めでたしの巻   |
| 10月6日   | まずは御紹介の巻         |
| 10月13日  | 世間はうるさいの巻       |
| 10月20日  | 今や結婚シーズンの巻     |
| 11月10日  | 黙っていましょうの巻     |
| 11月17日  | 素晴しいカミナリ         |
| 11月24日  | あっぱれ若奥様の巻       |
| 12月1日   | 防火訓練の巻             |
| 12月8日   | お試し下さいの巻         |
| 12月15日  | 今夜は忘年会の巻         |
| 12月22日  | 魅惑のうたごえの巻       |
| 12月29日  | 今年もどたんばの巻       |

### 1960年
| 放送日   | サブタイトル               | 付記                               |
| -------- | -------------------------- | ---------------------------------- |
| 1月5日   | おめでとうございますの巻   |                                    |
| 1月12日  | スキー・スキー・スキーの巻 |                                    |
| 1月19日  | あの手この手の巻           |                                    |
| 1月26日  | 舶来のお客の巻             |                                    |
| 2月2日   | ぐれん隊作戦の巻           |                                    |
| 2月9日   | 受験シーズンの巻           |                                    |
| 2月16日  | 泣けて泣けての巻           |                                    |
| 2月23日  | 窓の向うはの巻             |                                    |
| 3月1日   | 春風吹けばの巻             |                                    |
| 3月8日   | ややこしい巻               |                                    |
| 3月15日  | 恐怖の夜がやって来たの巻   |                                    |
| 3月29日  | お花見弁当の巻             |                                    |
| 4月5日   | 行かせたくないの巻         |                                    |
| 4月12日  | 美容師志願の巻             |                                    |
| 4月19日  | ただいま練習中の巻         |                                    |
| 4月26日  | やさしく強くの巻           |                                    |
| 5月3日   | ホーム・シックの巻         |                                    |
| 5月10日  | 今日は大掃除の巻           |                                    |
| 5月17日  | 当った当ったの巻           |                                    |
| 5月24日  | どちらがどちら？の巻       |                                    |
| 5月31日  | 宣伝映画の巻               |                                    |
| 6月7日   | 花火の季節の巻             |                                    |
| 6月14日  | ミス・コンクールの巻       |                                    |
| 6月21日  | 読んであげましょうの巻     |                                    |
| 6月28日  | 試合変更の巻               |                                    |
| 7月5日   | 近所隣りが輪になっての巻   |                                    |
| 7月12日  | 玉の輿に乗るなの巻         |                                    |
| 7月19日  | 予防注射の巻               |                                    |
| 8月2日   | 夢はハワイへの巻           |                                    |
| 8月9日   | 食あたりの巻               |                                    |
| 8月16日  | 夏枯れ対策の巻             |                                    |
| 8月23日  | 指名手配の巻               |                                    |
| 8月30日  | 涙がいっぱいの巻           |                                    |
| 9月6日   | お関取のサインの巻         |                                    |
| 9月13日  | 低姿勢の巻                 | ここからカラー放送(当初は東京のみ) |
| 9月20日  | お客様には親切の巻         |                                    |
| 9月27日  | ちょっと恥かしいの巻       |                                    |
| 10月4日  | 秘密をまもれの巻           |                                    |
| 10月11日 | モデルの椅子の巻           |                                    |
| 10月18日 | リンゴと恋の巻             |                                    |
| 10月25日 | 頭のいい奴の巻             |                                    |
| 11月1日  | 華やかな一日の巻           |                                    |
| 11月8日  | もっと元気を出せの巻       |                                    |
| 11月15日 | 七五三の飴の巻             |                                    |
| 11月22日 | やって来た男たちの巻       |                                    |
| 11月29日 | 猛練習の巻                 |                                    |
| 12月6日  | 歳末たすけあいの巻         |                                    |
| 12月13日 | 歳末御用心の巻             |                                    |
| 12月20日 | 奇妙なふくしゅうの巻       |                                    |
| 12月27日 | もうすぐ大晦日の巻         |                                    |

### 1961年
| 放送日   | サブタイトル                 |
| -------- | ---------------------------- |
| 1月10日  | 相変わりませずにぎやかにの巻 |
| 1月17日  | 鬼のいない間にの巻           |
| 1月24日  | ビールスがいっぱいの巻       |
| 1月31日  | 趣味は音楽の巻               |
| 2月7日   | レジャー時代の巻             |
| 2月14日  | 日ごろの訓練の巻             |
| 2月21日  | お目見得サギの巻             |
| 2月28日  | デイトの背広の巻             |
| 3月7日   | あこがれの消防士の巻         |
| 3月14日  | 町を明るくの巻               |
| 3月28日  | 一足お先にの巻               |
| 4月4日   | 春期闘争中の巻               |
| 4月11日  | 札束がぎっしりの巻           |
| 4月18日  | 集金騒動の巻                 |
| 4月25日  | あっちだこっちだの巻         |
| 5月2日   | やさしく強くの巻             |
| 5月9日   | てんやわんやの巻             |
| 5月16日  | サービス精神の巻             |
| 5月23日  | きょうは御祭礼の巻           |
| 5月30日  | 社長外遊の巻                 |
| 6月6日   | 工事中ご注意の巻             |
| 6月13日  | ボーナス突撃隊の巻           |
| 6月20日  | 好きになっちゃったの巻       |
| 6月27日  | きょうは集金日の巻           |
| 7月4日   | おばさん教育の巻             |
| 7月11日  | 護身術講習会の巻             |
| 7月25日  | 水が不足ですの巻             |
| 8月1日   | 十年たてば変わりますの巻     |
| 8月8日   | 踊る阿呆に見る阿呆の巻       |
| 8月15日  | 夏向きアルバイトの巻         |
| 8月22日  | 足もとに火がつけばの巻       |
| 8月29日  | あまから横丁の子守唄の巻     |
| 9月5日   | 大立者あらわるの巻           |
| 9月12日  | お釣りはあるかい？の巻       |
| 9月19日  | 危険な職場の巻               |
| 9月26日  | 英語なら まかせろの巻        |
| 10月3日  | 店員教育の巻                 |
| 10月10日 | 妻の買物の巻                 |
| 10月24日 | 上には上かあるの巻           |
| 10月31日 | モーニングに罪ありの巻       |
| 11月7日  | 珍客上京の巻                 |
| 11月14日 | おけがはありませんかの巻     |
| 11月21日 | お店は大繁昌の巻             |
| 11月28日 | ある日の惨劇の巻             |
| 12月5日  | 言うに言えないの巻           |
| 12月12日 | 舞踏へのお誘いの巻           |
| 12月19日 | 年の瀬はさわがしいの巻       |
| 12月26日 | かくて今年もの巻             |

### 1962年
| 放送日   | サブタイトル               | 付記                                                   |
| -------- | -------------------------- | ------------------------------------------------------ |
| 1月9日   | 婚約発表の巻               |                                                        |
| 1月16日  | あまから横丁は大騒ぎ       |                                                        |
| 1月23日  | 勉強しなさいの巻           |                                                        |
| 1月30日  | 友 遠方より来たるの巻      |                                                        |
| 2月6日   | 安物ですのよ……の巻         |                                                        |
| 2月13日  | 気にいらないお客の巻       |                                                        |
| 2月20日  | 休ませて下さいの巻         |                                                        |
| 2月27日  | ツイストで行こうの巻       |                                                        |
| 3月6日   | 貸間ありますの巻           |                                                        |
| 3月13日  | がっちり団結の巻           |                                                        |
| 3月27日  | 一目会いたいの巻           |                                                        |
| 4月3日   | 赤電話開通の巻             |                                                        |
| 4月10日  | お花見弁当の巻             |                                                        |
| 4月17日  | ニセ札調査の巻             |                                                        |
| 4月24日  | ゼンゼンにが手ですの巻     |                                                        |
| 5月1日   | きょうはメーデーの巻       |                                                        |
| 5月8日   | 男の対決の巻               |                                                        |
| 5月15日  | かわいい娘さんの巻         |                                                        |
| 5月22日  | 雨よ降れ降れの巻           |                                                        |
| 5月29日  | 信じてくれよの巻           |                                                        |
| 6月5日   | 初恋の人の巻               |                                                        |
| 6月12日  | マイ・ダーリンの巻         | この回から、従来の東京に加え、大阪がカラー放送となる。 |
| 6月19日  | 課長はあやしいの巻         |                                                        |
| 6月26日  | 思わぬ災難の巻             |                                                        |
| 7月3日   | なつかしいなの巻           |                                                        |
| 7月10日  | 娘の縁談の巻               |                                                        |
| 7月17日  | 夏向きの顔の巻             |                                                        |
| 7月25日  | すてきな先生の巻           | この回から、富山・石川・福井がカラー放送となる。       |
| 8月7日   | 夏の夜の客の巻             |                                                        |
| 8月21日  | 北海道に招かれて の巻      |                                                        |
| 8月28日  | こっそりお出かけの巻       |                                                        |
| 9月4日   | どっちもどっちの巻         |                                                        |
| 9月11日  | 値上げ反対の巻             |                                                        |
| 9月18日  | 秋はさびしいねの巻         |                                                        |
| 9月25日  | 素晴しいアイデアの巻       |                                                        |
| 10月2日  | 妹の幸福の巻               |                                                        |
| 10月9日  | ふたりきりの秋の巻         |                                                        |
| 10月16日 | 空地をめぐって……の巻       |                                                        |
| 10月23日 | れしい便りの巻             |                                                        |
| 10月30日 | あっぱれおかあさんの巻     |                                                        |
| 11月6日  | 人手不足の巻               |                                                        |
| 11月13日 | 泣けてこまる日の巻         |                                                        |
| 11月20日 | 店員募集の巻               |                                                        |
| 11月27日 | 王将はおれだの巻           |                                                        |
| 12月4日  | 今年も助けあいましょうの巻 |                                                        |
| 12月11日 | 一日部長の巻               |                                                        |
| 12月18日 | 忘年会のシーズンの巻       |                                                        |
| 12月25日 | あっちもこっちも大騒ぎの巻 |                                                        |

### 1963年
| 放送日   | サブタイトル               | 付記                                                                     |
| -------- | -------------------------- | ------------------------------------------------------------------------ |
| 1月8日   | 今夜は新年会の巻           |                                                                          |
| 1月15日  | 模範店員来たるの巻         |                                                                          |
| 1月22日  | 頭がいたいの巻             |                                                                          |
| 1月29日  | 集金かばんのゆくえの巻     |                                                                          |
| 2月5日   | 海外出張の夢の巻           |                                                                          |
| 2月12日  | お嫁にゆきたいの巻         |                                                                          |
| 2月19日  | 休ませて下さいの巻         |                                                                          |
| 2月26日  | 引越し作戦 の巻            |                                                                          |
| 3月5日   | 妹にはかなわないの巻       |                                                                          |
| 3月12日  | 本店から御出勤の巻         |                                                                          |
| 3月19日  | この顔をどうしてくれるの巻 |                                                                          |
| 3月26日  | どろぼうですの巻           |                                                                          |
| 4月2日   | 南から来た娘の巻           |                                                                          |
| 4月9日   | ニオカネ幻想曲の巻         |                                                                          |
| 4月16日  | はなやかな復讐の巻         |                                                                          |
| 4月23日  | アフター・サービスの巻     |                                                                          |
| 4月30日  | 独立への道の巻             |                                                                          |
| 5月7日   | サービス調査の巻           |                                                                          |
| 5月14日  | がんばれ大掃除の巻         |                                                                          |
| 5月21日  | 今夜はご招待の巻           |                                                                          |
| 5月28日  | なくなった手提袋の巻       |                                                                          |
| 6月4日   | 梅雨の晴れ間にの巻         |                                                                          |
| 6月11日  | あきらめてくれの巻         |                                                                          |
| 6月18日  | 雨あがりの決闘の巻         |                                                                          |
| 6月25日  | おめでたついでに……の巻     |                                                                          |
| 7月2日   | こわいおじさんの巻         |                                                                          |
| 7月9日   | 婚約発表の巻               |                                                                          |
| 7月16日  | はねの折れる友だちの巻     |                                                                          |
| 8月6日   | あの子と留守番の巻         |                                                                          |
| 8月13日  | ラーメン合戦の巻           |                                                                          |
| 8月20日  | 知らずにお見合いの巻       |                                                                          |
| 8月27日  | 夏休みのお客さまの巻       |                                                                          |
| 9月3日   | ハエとりおやじの巻         |                                                                          |
| 9月10日  | 小判がザクザクの巻         |                                                                          |
| 9月17日  | 兄さんの使いの巻           |                                                                          |
| 9月24日  | コンテストの巻             |                                                                          |
| 10月1日  | 特別講師来たるの巻         |                                                                          |
| 10月8日  | 不良化防止の巻             |                                                                          |
| 10月22日 | 家庭の平和の巻             |                                                                          |
| 11月5日  | 飯と共に去りぬの巻         |                                                                          |
| 11月12日 | モデルさがしの巻           |                                                                          |
| 11月19日 | いやがらせの男の巻         |                                                                          |
| 12月3日  | 意志をきたえろの巻         |                                                                          |
| 12月10日 | おけがはいかが？の巻       |                                                                          |
| 12月17日 | ボーナス紛失の巻           | この回から、甲府・長野・新潟・名古屋・静岡(浜松含む)がカラー放送となる。 |
| 12月24日 | 年の瀬はいそがしいの巻     |                                                                          |

### 1964年
| 放送日   | サブタイトル               | 付記                                                                                                   |
| -------- | -------------------------- | --- |
| 1月7日   | 今年もがんばろうの巻       | |
| 1月14日  | 新しい店員の巻             | |
| 1月21日  | みんな働く仲間たちの巻     | |
| 1月28日  | ハンチングの男の巻         | |
| 2月4日   | だんなのご趣味の巻         | |
| 2月11日  | 一日離婚の巻               | |
| 2月18日  | 理想の娘さんの巻           | |
| 2月25日  | 南米のおばさんの巻         | |
| 3月3日   | 東おとこと京おんなの巻     | |
| 3月10日  | 本日は，お日がらも良くの巻 | |
| 3月17日  | 思い出の弁当箱の巻         | |
| 3月24日  | 悪女がお好きならの巻       | |
| 3月31日  | 出発５分前の巻             | |
| 4月7日   | 晴れて結婚式の巻           | |
| 4月14日  | インスタント新婚旅行の巻   | |
| 4月21日  | 社長の令孃の巻             | |
| 4月28日  | 長期出張の巻               | |
| 5月5日   | 一パイのラーメンの巻       | |
| 5月12日  | お留守に失礼の巻           | |
| 5月19日  | 本日はてんてこ舞いの巻     | |
| 5月26日  | あとから，あとからの巻     | |
| 6月2日   | みなさんただいまの巻       | |
| 6月9日   | おじ帰るの巻               | |
| 6月23日  | ご協力関いますの巻         | |
| 6月30日  | “あなた，と呼べないの巻    | |
| 7月7日   | 親切のお返しの巻           | |
| 7月14日  | お盆とシャンソンの巻       | |
| 7月21日  | それは誤解ですの巻         | |
| 7月28日  | あ強敵あらわれるの巻       | |
| 8月4日   | みんなで海への巻           | |
| 8月11日  | ラーメンとざるそばの巻     | |
| 8月18日  | ハワイアンに悩まされの巻   | |
| 8月25日  | 掘って掘っての巻           | |
| 9月1日   | 友情の鉄拳の巻             | |
| 9月8日   | 入院作戦の巻               | |
| 9月15日  | 老人の日の贈り物の巻       | |
| 9月22日  | 女のたたかいの巻           | |
| 9月29日  | バイクがあれば？の巻       | この回から、仙台・盛岡・札幌がカラー放送となる。                                                       |
| 10月6日  | とかくお金は……の巻         | この回から、岡山・広島(尾道含む)・山口・北九州・福岡・熊本・大分・松山・高知・徳島がカラー放送となる。 |
| 10月27日 | まだ，熱がさめないの巻     | |
| 11月3日  | 店内改造の巻               | |
| 11月10日 | 一枚の招待券の巻           | |
| 11月17日 | 突貫工事の巻               | |
| 11月24日 | 開店祝いの巻               | |
| 12月1日  | ああ・いやだいやだの巻     | |
| 12月8日  | みなさんご用心の巻         | |
| 12月15日 | かわいい店員さんの巻       | |
| 12月22日 | 早くこいこいクリスマスの巻 | |
| 12月29日 | 不景気ですね……の巻         | |

### 1965年
| 放送日   | サブタイトル               | 付記                                                               |
| -------- | -------------------------- | ------------------------------------------------------------------ |
| 1月5日   | 開運のおふだの巻           |                                                                    |
| 1月12日  | 千円札にご用心の巻         |                                                                    |
| 1月19日  | おかたい部長の巻           |                                                                    |
| 1月26日  | もめごと夫婦の巻           |                                                                    |
| 2月2日   | 男の友情の巻               |                                                                    |
| 2月9日   | 見込みがありますの巻       |                                                                    |
| 2月16日  | 受験生上京の巻             |                                                                    |
| 2月23日  | みんなカゼひきの巻         |                                                                    |
| 3月2日   | 防火訓練の巻               |                                                                    |
| 3月9日   | ちょっと一パイの巻         |                                                                    |
| 3月16日  | 貸してくださいの巻         |                                                                    |
| 3月30日  | サービス教育の巻           |                                                                    |
| 4月6日   | お花見の巻                 |                                                                    |
| 4月13日  | 新入社員の巻               |                                                                    |
| 4月20日  | 一枚の名剌からの巻         |                                                                    |
| 4月27日  | 疑惑の目の巻               |                                                                    |
| 5月4日   | おじさん上京の巻           |                                                                    |
| 5月11日  | ちょっと留守番の巻         |                                                                    |
| 5月18日  | ある晴れた日にの巻         |                                                                    |
| 5月25日  | ボタンとじゃがいもの巻     |                                                                    |
| 6月1日   | 会ってみたいの巻           |                                                                    |
| 6月8日   | 青い目のお孃さんの巻       |                                                                    |
| 6月15日  | 自慢の細君の巻             |                                                                    |
| 6月22日  | 誘いの客の巻               |                                                                    |
| 6月29日  | 頼もしい人の巻             |                                                                    |
| 7月6日   | やっとボーナスの巻         |                                                                    |
| 7月13日  | セチガライですねの巻       |                                                                    |
| 7月20日  | 名古屋の恩師の巻           |                                                                    |
| 7月27日  | おかあさんのおみやげの巻   |                                                                    |
| 8月3日   | 転勤いたしますの巻         |                                                                    |
| 8月10日  | キャンプ場は大騒ぎの巻     |                                                                    |
| 8月17日  | こっそりお出かけの巻       |                                                                    |
| 8月24日  | 相手の男性は？の巻         |                                                                    |
| 9月7日   | 夏の日の借金の巻           |                                                                    |
| 9月14日  | 五目そば一丁の巻           |                                                                    |
| 9月21日  | あこがれ東京の巻           | この回から、福島がカラー放送となる。                               |
| 9月28日  | けんか友だちの巻           |                                                                    |
| 10月5日  | 部長のお頼みの巻           |                                                                    |
| 10月12日 | ハッピー・バースデーの巻   |                                                                    |
| 10月19日 | 訪問着を買いましたの巻     |                                                                    |
| 10月26日 | ヘソクリ作戦の巻           |                                                                    |
| 11月2日  | あーやられた！の巻         |                                                                    |
| 11月9日  | 先輩の上着の巻             |                                                                    |
| 11月16日 | 出前はどこへ？の巻         |                                                                    |
| 11月30日 | きょうは何の日？の巻       |                                                                    |
| 12月7日  | 本日断水の巻               |                                                                    |
| 12月14日 | 今夜しみじみ…の巻          |                                                                    |
| 12月21日 | 姿勢を正せの巻             |                                                                    |
| 12月28日 | みなさん，よいお年を……の巻 | この回から、函館・室蘭・旭川・帯広・釧路・北見がカラー放送となる。 |

### 1966年
| 放送日  | サブタイトル             | 付記                                 |
| ------- | ------------------------ | ------------------------------------ |
| 1月4日  | ことしはやったるで！の巻 |                                      |
| 1月11日 | スト決行の巻             |                                      |
| 1月18日 | 名刺にご用心の巻         |                                      |
| 1月25日 | 決意の時の巻             |                                      |
| 2月1日  | 別居しましょうの巻       |                                      |
| 2月8日  | ふたりの社長夫人の巻     |                                      |
| 2月15日 | ボクにくださいの巻       |                                      |
| 2月22日 | 代表をえらべの巻         |                                      |
| 3月1日  | きょうは吉日の巻         |                                      |
| 3月8日  | 神にすがって……の巻       |                                      |
| 3月15日 | きょうは引っ越しの巻     |                                      |
| 3月29日 | これでお別れの巻         | 全国でカラー放送(奄美群島等を除く)。 |

## 主題歌
- 「お笑い三人組テーマソング」 - 作詞：名和青朗、作曲：土橋啓二、歌：三遊亭小金馬・一龍齋貞鳳・江戸家猫八
- オープニングでは本曲のインストが流れる中で漫画調のイラスト付きのキャスト紹介がされ、エンディングでは3人が舞台中央に出て「アハハ ウフフ」と始まる歌を歌って締めくくるのが定番だった。また、ドラマの途中で女性キャスト3人が歌う副主題歌も人気があった。
- フジテレビで放送されていたバラエティ番組『志村けんのだいじょうぶだぁ』内のコントコーナー「ご存知!じいさんばあさん」では、締めで本曲の替え歌が歌われていた。

## スタッフ
- プロデューサー：坂本朝一[11]
- 脚本：名和青朗
- 演出：辻真先、久米昭二
- 演奏：シルバーダンディーズ、秋本薫とニュースワン・オーケストラ
- 音楽・指揮：土橋啓二
- キャスト紹介のイラスト：不明

## 劇場版
本作は劇場版が3本製作されており、1958年には日活で1本、1961年には新東宝で2本製作公開されている。いずれもモノクロだが、日活版はスタンダードで上映時間も「52分」（いわゆる「SP映画）なのに対し、新東宝版は新東宝スコープ・83分になっている。
お笑い三人組
- 1958年6月10日、日活系で公開。
- 脚本：鈴木三千夫
- 監督：吉村廉

お笑い三人組 泣き虫弱虫かんの虫の巻
- 1961年4月26日、新東宝系で公開。
- 脚本：七条門、福田良二
- 監督：小野田嘉幹（音羽美子の兄）

お笑い三人組 怪しい奴にご用心
- 1961年5月10日、新東宝系で公開。
- 脚本：小野田嘉幹
- 監督：小野田嘉幹

## 備考
- 番組の起源： 1953年の日本テレビ開局記念番組を放送中に放送事故が発生した。急遽、三遊亭小金馬、三遊亭歌奴、一龍齋貞鳳、江戸家猫八の4人で即興のインチキプロレス（コント）を放送し、開局祝賀会場は爆笑の渦に包まれた。これを見た同局社長 正力松太郎の指示によって、直ちに彼らをメインとしたレギュラー番組が作られた。1955年に、歌奴を除く3人がNHKに引き抜かれて『お笑い三人組』が開始した。
- この番組は毎週火曜日に内幸町の東京放送会館内にあった旧NHKホール（渋谷にある現在のNHKホールとは別の施設）から生放送され、VTR導入後も最終回まで生放送を貫いた。尚且つゴールデンタイムでの放送ということもあり、1960年9月10日のカラー本放送開始に伴い、当番組はNHKで真っ先にカラー化されたレギュラー番組の1つとなった。しかし全国同時生放送である為、地方での同時カラー生放送化は、電電公社(当時)のテレビの同時中継回線がカラーに対応した高規格化が必要だった為、その整備が整った地域から、カラーで放送される様になった。大阪でも東京と同時にカラー本放送が始まっていたのにも拘らず、1962年6月5日放送回までモノクロ放送だったのは、この為である。
- 番組が生放送であった為、NHKに現存する回は「東おとこに京おんなの巻」（1964年3月3日放送、ゲスト・かしまし娘、大宮敏充他）と「きょうは引越しの巻」（1966年3月15日放送、ゲスト・市村俊幸、由利徹、佐山俊二他）の2本のみであった（いずれもキネコによるモノクロフィルム録画）。この2回分と、1992年（平成4年）にBSスペシャル「青春タイムトラベル」で放送された当時の出演者の対談を収録したDVDが発売されている[12]。
- なお、NHKアーカイブスでは上記の2本とも公開されているが、横浜の放送ライブラリーでは後者しか公開されていない。
- 2020年、新たに第1期の「ドライブ熱の巻」（1957年10月8日放送、ゲスト・上月左知子他）のフィルムが神戸市の民間フィルムアーカイブから発見・提供され、デジタル修復が行われた[3]。この回は現存する最古の映像である（第2期の映像は未発見のままである）。この回では、冒頭で小金馬が挨拶し、テーマ曲の歌詞と曲調が少し違うなど、現存する第3期の映像とは相違点があることも判明した。2020年時点でレギュラーメンバー唯一存命の小金馬（当時は4代目金馬）は本回の映像を見ることができた。
- 三人組のうち、猫八が2001年12月に80歳で、貞鳳が2016年12月に90歳でそれぞれ死去し、最後の存命者となっていた金翁（金馬改め）も2022年8月に93歳で死去したため、全員が鬼籍入りした。